# فانيسا كيربي
فانيسا كيربي (بالإنجليزية: Vanessa Kirby) هي ممثلة بريطانية، ولدت في 18 أبريل 1988 بلندن في المملكة المتحدة. بدأت مشوارها المهني سنة 2010.

## حياتها المبكرة
ولدت كيربي في ويمبلدون، لندن، في 18 أبريل 1988، ابنة محررة مجلة كانتري ليفينج جين وطبيب المسالك البولية روجر كيربي. لديها شقيقان، جو وجولييت. كان الممثلان فانيسا ريدغريف وكورين ريدغريف صديقين للعائلة. بعد رفضها من قبل مدرسة بريستول أولد فيك المسرحية، قضت سنة للسفر قبل دراسة اللغة الإنجليزية في جامعة إكستر.

## أعمالها

### أفلام
- (2013) تشارلي كاونتريمان
- (2013) عن الوقت[11]
- (2015) ايفرست
- (2015) صعود جوبيتر[12][13][14]
- (2016) أنا قبلك[15][16]
- (2018) سقوط[17][17]
- (2019) هوبس وشاو
- (2025) ذا فانتستك 4: الرحلة الأولى
- (2025) الليل يأتي دائما

### مسلسلات
- التاج

## وصلات خارجية
- فانيسا كيربي على موقع IMDb (الإنجليزية)
- فانيسا كيربي على موقع روتن توميتوز (الإنجليزية)
- فانيسا كيربي على موقع مونزينجر (الألمانية)
- فانيسا كيربي على موقع ألو سيني (الفرنسية)
- فانيسا كيربي على موقع أول موفي (الإنجليزية)
- فانيسا كيربي على موقع قاعدة بيانات الأفلام السويدية (السويدية)
- فانيسا كيربي على موقع قاعدة بيانات الفيلم (الإنجليزية)
- فانيسا كيربي على موقع كينوبويسك (الروسية)